# Ole Wackström
Ole Rafael Wackström (20 de setembro de 1932 — 8 de abril de 2015) foi um ciclista olímpico finlandês. Representou sua nação nos Jogos Olímpicos de Verão de 1968 e 1972.
Pai de Patrick Wackström e Sixten Wackström.